# Kurtziella rhysa
Kurtziella rhysa é uma espécie de gastrópode do gênero Kurtziella, pertencente a família Mangeliidae.